# Cumnor
Cumnor est une ville d'Angleterre située à 5,6 km à l'ouest d'Oxford et à 8 km au nord-nord-est d'Abingdon.
Son château, aujourd'hui disparu, appartenait à Robert Dudley, comte de Leicester, favori d'Élisabeth Ire. Il aurait été le théâtre, en 1560, du meurtre d'Amy Robsart.